# Allocapnia nivicola
Allocapnia nivicola är en bäcksländeart som först beskrevs av Fitch 1847.  Allocapnia nivicola ingår i släktet Allocapnia och familjen småbäcksländor. Inga underarter finns listade i Catalogue of Life.